# Jean Jestin
Pour les articles homonymes, voir Jestin.
Jean Jestin (30 avril 1920 à Saint-Pierre-Quilbignon - 23 août 1944) est un militaire français de la France libre pendant la Seconde Guerre mondiale, Compagnon de la Libération.

## Biographie
Il est né le 30 avril 1920 à Saint-Pierre-Quilbignon. Son père Valentin Jestin (1888-1976) est maraîcher, ancien combattant de la Première Guerre mondiale, pendant laquelle il était fantassin dans la région de Verdun. Marié à Anna Guéguen en 1913, ils ont 6 enfants, Jean étant le benjamin de la fratrie. Jean effectue sa scolarité dans la région de Brest jusqu'au certificat d'études primaires. Il est maraîcher à la ferme de ses parents dans son village natal quand la Seconde Guerre mondiale éclate.
Trop jeune pour la mobilisation française de 1939, il répond à l'appel du Général de Gaulle dès le 19 juin 1940, en quittant Le Conquet pour l'Angleterre via Ouessant. Le 1er juillet 1940 il s'engage dans la France libre, qui regroupe alors environ 7 000 hommes, et il choisit l'Armée de terre (et non pas la Marine). 
À l'âge de 20 ans, Jean Jestin est affecté au bataillon de chasseurs de Camberley, puis rapidement désigné pour le peloton des élèves sous-officiers. Au printemps 1941, il rejoint l'Afrique et sa nouvelle unité en formation au Cameroun, le Bataillon de marche n° 5, dirigé par le Commandant Roger Gardet, au sein de la 2e brigade d'infanterie de la 1re division française libre (DFL). Parmi les combattants de la France libre, la moitié sont alors des « sujets coloniaux » : 27 000 sont des tirailleurs d'Afrique Équatoriale Française, soit quasiment autant que le nombre de combattants originaires de la métropole.
Au printemps 1942, son bataillon se met en route à travers l'Afrique-Équatoriale française puis le Nord Congo belge, le Soudan Égyptien, le Sinaï, la Palestine, et arrive à Damas en Syrie fin avril, puis Beyrouth en mai, et le Caire en juillet.
Au sein de son bataillon, Jean Jestin reçoit son baptême du feu lors de la seconde bataille d'El Alamein en automne 1942. Lors de cette bataille, la manœuvre anglaise reposait sur l’idée de faire croire à l’ennemi  italo-allemand que, comme d’habitude, l’attaque se ferait par le sud. Les Forces françaises ont joué un rôle de diversion ingrat et peu spectaculaire dans cette bataille qui marque un tournant de la Seconde Guerre mondiale au profit des Forces alliées. 
Blessé par une mine antipersonnel en compagnie de ses amis Eppe et François Arzel (originaire de Plouzané et lui aussi futur Compagnon de la Libération), il perd l'usage d'un œil et est hospitalisé à Beyrouth, mais refuse la réforme.
Il participe ensuite à la campagne de Tunisie (1943), puis d'Italie (1944) où il récolte citations et nouvelle blessure. 
Pendant la guerre, il atteint le grade de sergent chef.
Il retrouve la terre de France à l'âge de 24 ans, le 16 août 1944 à Cavalaire lors du débarquement de Provence. Le 22 août, il est chargé de conduire la progression de son groupe en avant-garde près de La Garde. Au cours d'un assaut sur La Crau, il est blessé à l'épaule, et il cède alors le commandement de sa section à son adjoint, puis décide de rejoindre, seul, le poste de secours, enfreignant l'ordre d'attendre les brancardiers donné par son supérieur. Il est grièvement blessé par une rafale de mitraillette reçue en plein ventre. Puis il décède à l’hôpital de l'armée dans la nuit du 23 au 24 août. Avant de mourir, il donne  à son camarade de combat, François Seité, son portefeuille contenant des photos et des lettres, en lui disant "pour ma mère".
Il est inhumé dans un cimetière militaire de la 1re division française libre, dans le village de La Londe-les-Maures, avec 117 autres soldats morts pour la libération de Toulon. En 1949, son corps est transféré au cimetière de Saint-Pierre Quilbignon à Brest, avec tous les honneurs dus à un héros.

## Hommage
Sur avis très favorable de ses chefs et notamment du Général de Lattre de Tassigny, il sera nommé Compagnon de la Libération à titre posthume par décret du Général de Gaulle le 20 novembre 1944.

## Distinctions
- Chevalier de la Légion d'honneur
- Compagnon de la Libération à titre posthume par décret du 20 novembre 1944[6]
- Croix de guerre 1939–1945
- Médaille de la Résistance française par décret du 3 aout 1946[8]
- Médaille coloniale avec agrafe Libye
- Médaille commémorative des services volontaires dans la France libre
- Insigne des blessés militaires

## Anecdotes
Jean Jestin a donné son nom à la 174e Promotion de l'école nationale des sous-officiers d'active (ENSOA) de Saint Maixent.